# محمد اليعلاوي
محمد اليعلاوي هو وزير ثقافة تونسية من سنة 1979 إلى 1980 في عهد الرئيس حبيب بورقيبة توفي يوم 1 جويلية 2015.

## حياته
هو اصيل مدينة جندوبة زاول تعليمه الابتدائي في مدينة عين دراهم ثم التحق بالمعهد الصادقي بتونس وواصل تعليمه العالي في جامعة السربون بفرنسا وهو من مؤسسي الجامعة التونسية وتولى عمادة كلية الآداب كما شغل عضوية مجلس النواب في عهدي بورقيبة وبن علي .